# A-1 ženska HKL 2006/07.
A-1 ženska hrvatska košarkaška liga Powerade za 2006/07. je bila najviši natjecateljski razred u košarkaškom prvenstvu Hrvatske. Prvakom je postala ekipa Jolly JBS iz Šibenika.

## Sudionice
- PGM Ragusa, Dubrovnik *
- Gospić Croatia Osiguranje, Gospić *
- Studenac, Omiš
- Mursa, Osijek
- Požega / Plamen, Požega **
- Splićanka, Split
- Jolly JBS, Šibenik *
- Jolly JBS II, Šibenik ****
- Vidici Dalmostan, Šibenik / Vodice, Vodice ***
- Zadar, Zadar
- Agram, Zagreb
- Medveščak, Zagreb
- Montmontaža, Zagreb

* prvi dio sezone nastupali u WABA ligi, prvenstvu se pridružile u Ligi za prvaka 

** tijekom sezone promijenile ime 

*** tijekom sezone promijenile ime i sjedište 

**** nastupale van konkurencije

## Ljestvice i rezultati

### A-1 Powerade liga
| mj | klub             | ut | pob | por | koševi    | bod |                  |
| -- | ---------------- | -- | --- | --- | --------- | --- | ---------------- |
| 1. | Medveščak        | 16 | 16  | 0   | 1471:903  | 32  | Liga za prvaka   |
| 2. | Studenac         | 16 | 14  | 2   | 1245:961  | 30  | Liga za prvaka   |
| 3. | Požega           | 16 | 12  | 4   | 1061:1050 | 28  | Liga za prvaka   |
| 4. | Montmontaža      | 16 | 7   | 9   | 1106:1136 | 25  | Liga za ostanak  |
| 5. | Zadar            | 16 | 6   | 10  | 1142:1202 | 22  | Liga za ostanak  |
| 6. | Mursa            | 16 | 6   | 10  | 1001:1125 | 22  | Liga za ostanak  |
| 7. | Agram            | 16 | 5   | 11  | 946:1071  | 21  | Liga za ostanak  |
| 8. | Vidici Dalmostan | 16 | 3   | 13  | 998:1244  | 19  | Liga za ostanak  |
| 9. | Splićanka        | 16 | 3   | 13  | 875:1153  | 19  | Liga za ostanak  |
|    | Jolly JBS II     | 18 | 15  | 3   |           | 33  | van konkurencije |

### Liga za ostanak
Poredakna osnovu omjera u Ligi za ostanak.
```
Mj. Klub        Ut Pb Pz   KR  Bod
1. Agram Zagreb 10  9  1 +168  19
2. Montmontaža  10  6  4  +63  16
3. Zadar        10  6  4  +55  16
4. Mursa         9  5  4  -18  14
5. Vodice (*)   10  3  7  -91  13 
6. Splićanka     9  1  8 -189  11 
```

(*) „Vodice” su u početku nastupale kao „Vidici Dalmostan”.

### Liga za prvakinje
```
Mj. Klub           Ut Pb Pz koševi  KR  Bod
1. Jolly JBS       10 10  0 880:607 +276  20
2. Gospić CO       10  8  2         +213  18
3. Medveščak       10  6  4          -23  16
4. PGM Ragusa      10  4  6 755:822  -63  14
5. Studenac Omiš   10  2  8         -125  12 
6. Plamen Požega   10  0 10         -274  10
```

### Doigravanje za prvakinje

#### Poluzavršnica
16.05.  Jolly JBS - Ragusa 85:67 

 20.05.  Ragusa - Jolly JBS 54:95
16.05. Gospić CO - Medveščak 89:70 

20.05. Medveščak - Gospić CO 80:87

#### Završnica
27.05. Jolly JBS Šibenik - Gospić CO 79:59 

31.05. Gospić CO - Jolly JBS Šibenik 82:72 

03.06. Jolly JBS Šibenik - Gospić CO 62:51 

07.06. Gospić CO - Jolly JBS Šibenik 78:72 

10.06. Jolly JBS Šibenik - Gospić CO 78:69
Hrvatske prvakinje su košarkašice „Jolly JBS-a” iz Šibenika.

## Poveznice
- WABA NLB liga 2006./07.